# تالاواتا
تالاواتا (به لاتین: Talawatta) یک منطقهٔ مسکونی در سری‌لانکا است که در استان مرکزی (سری‌لانکا) واقع شده‌است.